# Казьмакты
Казьмакты — река в России, протекает в Бардымском районе Пермского края. Устье реки находится в 38 км по левому берегу реки Тулва. Длина реки составляет 19 км.
Исток находится в юго-западной части Тулвинской возвышенности к юго-западу от деревни Старый Чад и в 13 км к западу от райцентра, села Барда. Течёт на восток, в нижнем течении на северо-восток. Протекает деревню Старый Чад, нижнее течение проходит по территории села Барда, на северо-восточной окраине села река впадает в Тулву. Притоки — Балаелга, Казьмакты-Бала (правые).

## Данные водного реестра
По данным государственного водного реестра России относится к Камскому бассейновому округу, водохозяйственный участок реки — Кама от Камского гидроузла до Воткинского гидроузла, речной подбассейн реки — бассейны притоков Камы до впадения Белой. Речной бассейн реки — Кама.
По данным геоинформационной системы водохозяйственного районирования территории РФ, подготовленной Федеральным агентством водных ресурсов:
- Код водного объекта в государственном водном реестре — 10010101012111100014882
- Код по гидрологической изученности (ГИ) — 111101488
- Код бассейна — 10.01.01.010
- Номер тома по ГИ — 11
- Выпуск по ГИ — 1